# Золтан Шароші
Золтан Шароші (угор. Sárosy Zoltán; 23 серпня 1906, Будапешт — 19 червня 2017, Торонто) — канадський шахіст угорського походження.

## Життєпис
Народився 1906 року в Будапешті. Почав грати в шахи в 10 років. Навчався у Віденському університеті. Повернувшись в Угорщину, в 30-х роках став переможцем кількох чемпіонатів, отримавши звання національного майстра в 1943 році. У 1950-х роках Шароші переїхав до Канади і продовжував грати за листуванням, ставши чемпіоном країни в цьому виді змагань у 1967, 1972 і 1981 роках. Набагато пізніше, коли йому виповнилося 95 років, гросмейстеру довелося перейти на онлайновий режим гри.

## Турніри
Шароші вигравав шахові турніри в різних містах Угорщини, включаючи Надьканіжа (1929), Печ (1932) і Будапешт (1934). Під час Другої світової війни Золтан виграв угорський майстер-турнір претендентів на Діосгур 1943. Після воєнного періоду в таборі для біженців у Західній Німеччині Шароші переїхав у Францію в 1948 році. Там провів тренувальний матч (2-2) в Ельзасі з чемпіоном Анрі Сапін в 1950 році, а потім емігрував до Канади, переїхавши в Галіфакс, а потім оселившись в Торонто. У Торонто почав грати в заочні шахи. Золтан Шароші був найстарішим шахістом серед усіх, які жили на Землі і першим з усіх шахістів, які переступили 110-річний рубіж. 2006 року був введений в канадську шахову Залу слави.

## Родина
- Дружина — Хейно Мелло (пом. 1998).